# Gorani (taal)
Gorani (of Gurani) is een Iraanse taal in Zuid-Koerdistan (Iraaks-Koerdistan), in de provincie Kermanshah in Iran, in de regio Halabja in Iraaks Koerdistan en in de Hewramanbergen tussen Iran en Irak.
Gorani is verwant aan de Indo-Iraanse taal Zazaki. De oudste documenten in deze verwante talen of dialecten zijn geschreven in Gorani. Hewrami, een sub-dialect van Gorani, is een erg onderscheiden dialect gesproken door Koerden in een gebied genaamd Hewraman langs de grens van Iraans Koerdistan en Iraaks Koerdistan. Veel sprekers van de taal behoren tot de religieuze groep die het Yarsanisme aanhangt, waarvan een groot aantal documenten is geschreven in Gorani.
Sinds de 19de eeuw werd Gorani geleidelijk vervangen door Soranî in een aantal steden, zowel in Iraans als in Iraaks Koerdistan. Voor een groot deel van de Koerdische bevolking werd Soranî vervangen door Gorani in steden als Kirkoek, Meriwan en Halabja, die deel uitmaken van het Gorani-gebied.